# Annemie Mann
Annemie Mann (* 20. Jahrhundert) ist eine deutsche Tischtennisspielerin. Sie nahm an der Weltmeisterschaft 1959 teil.
Annemie Mann spielte in der Oberliga-Mannschaft von Eintracht Frankfurt, mit der sie sechsmal die deutsche Meisterschaft gewann, nämlich in den Saisons 1951/52, 1952/53, 1955/56, 1956/57, 1957/58 und 1958/59. Für diese Erfolge wurde das Team 1957 mit dem Silbernen Lorbeerblatt ausgezeichnet.
Bei den hessischen Meisterschaften holte sie viermal einen Titel, nämlich 1957 im Mixed mit Werner Haupt sowie von 1958 bis 1960 dreimal in Folge im Doppel mit Hannelore Schlaf.
1959 wurde Mann für die Individualwettbewerbe der Weltmeisterschaft in Dortmund nominiert. Hier unterlag sie im Einzel in der ersten Runde gegen Marian Krom-Perton (Niederlande). Das Doppel mit Edith Steinke kam durch einen Sieg über Maria Ignacia Hospital/Alicia Guri (Spanien) in die zweite Runde, wo es gegen die späteren Bronzemedaillengewinnerinnen Ann Haydon-Jones/Diane Rowe (England) ausschied. Das Mixed mit Otmar Stock wurde von dem japanischen Paar Seiji Narita/Kazuko Yamaizumi besiegt.
Annemie Mann ist seit den 1950er Jahren verheiratet.

## Turnierergebnisse
| Verband | Veranstaltung     | Jahr | Ort      | Land | Einzel     | Doppel    | Mixed      | Team |
| ------- | ----------------- | ---- | -------- | ---- | ---------- | --------- | ---------- | ---- |
| FRG     | Weltmeisterschaft | 1959 | Dortmund | FRG  | letzte 128 | letzte 32 | letzte 128 |      |